# 上田瞳と高柳知葉のしゃべりたりnight
『上田瞳と高柳知葉のしゃべりたりnight』（うえだひとみとたかやなぎともよのしゃべりたりナイト）は、2021年10月2日から2022年9月24日まで文化放送超!A&G+で配信されていたラジオ番組。パーソナリティは上田瞳と高柳知葉。

## 番組概要
文化放送超!A&G+で放送されていた「ふたラジ!!」2021年7月 - 9月クール（「上田瞳と高柳知葉のふたラジ!!」として放送）のパーソナリティを上田と高柳が担当した後、パーソナリティやコーナー、「2人が自由にしゃべる」というコンセプトはそのままに、新番組としてスタートした。
「ふたラジ!!」からの経緯もあり、番組名はパーソナリティ2人の「まだまだしゃべりたりない!」という思いが込められている。

## 放送時間
超!A&G+
本配信
- 毎週土曜日 25:30 - 26:00（2021年10月2日 - ）

リピート配信
- 毎週日曜日 12:30 - 13:00（2021年10月3日 - 2022年3月27日）
- 毎週日曜日 16:00 - 16:30（2022年4月3日 - ）
- 毎週水曜日 17:00 - 17:30（2022年5月4日 - ）
- 毎週火曜日 14:00 - 14:30（2022年6月28日 - ）

## パーソナリティ
- 上田瞳
- 高柳知葉

## コーナー
ふつおた
これ、あり?
アリかナシかに分かれそうな質問に上田と高柳が答えていくコーナー。リスナーがアリなのか迷っていることや、上田と高柳に意見を聞きたいこと、決めてもらいたいことを募集する。「上田瞳と高柳知葉のふたラジ!!」から継続。
ツイッターの下書きコーナー
Twitterの下書きに保存されているツイートを投稿してもらうコーナー。下書きツイートの内容と経緯などの補足を募集する。
上田が下書きツイートを溜めがちという話題をきっかけに、第33回（2022年5月14日）からスタートした。